# 比格萊克 (德克薩斯州)
比格萊克（英語：Big Lake）是一個位於美國德克薩斯州里根縣的城市。根據2010年美國人口普查，該地共人口2936人，而該地的面積約為3.20平方千米。同時該地也是里根縣的縣治。

## 地理
比格萊克的座標為31°11′38″N 101°27′32″W / 31.19389°N 101.45889°W，而該地的平均海拔高度為820米（即2690英尺）。